# Cratere Zakiya
Zakiya  è un cratere sulla superficie di Venere.